# تاليولغون
تاليولغون هي بلدة في مقاطعة كسبي في ولاية قشقداريا في أوزبكستان.